# Инвернесс (аэропорт)
Аэропорт Инвернесс (англ. Inverness Airport, гэльск. Port-adhair Inbhir Nis) (ИАТА: INV, ИКАО: EGPE) — аэропорт, расположенный Далкроссе, 13 км к северо-востоку от города Инвернесс в шотландском Хайленде, Великобритания. Аэропорт — главные ворота для путешествующих на север Шотландии, обслуживает большое количество рейсов по всей Великобритании, в Ирландию, а также чартерные и грузовые рейсы в Европу. В 2007 году пассажиропоток составил 703 408 пассажиров. Аэропорт принадлежит Highlands and Islands Airports Limited (HIAL), которой также принадлежат региональные аэропорты в Шотландии.

## История
Первоначально аэропорт использовался Королевскими ВВС во время Второй мировой войны, гражданские операции начались в 1947. British European Airways, одна из предшественников British Airways, начала полёты в Лондон-Хитроу в середине 1970-х, используя реактивные Hawker Siddeley Trident и четырёхдвигательные турбовинтовые Vickers Viscount. В конце 1970-х и начале 1980-х было два ежедневных рейса между Инвернессом и Хитроу, однако маршрут был закрыт в 1983 по финансовым причинам. Dan-Air возобновил эти рейсы, осуществляя ежедневно три рейса сначала на использующее первоначально BAC 1-11, а затем в начале 1990-х Boeing 737-200. Авиакомпания также открыла маршруты в Лондон-Гатвик и Манчестер в конце 1980-х, однако эти новые рейсы не имели успеха и были закрыты.
Когда Dan Air был приобретен British Airways в 1992, флагманский перевозчик поддерживал маршрут в течение последующих пяти лет, добавив четвёртый рейс в день незадолго до прекращения сервиса, что сопровождалось общественными протестами и осуждением, осенью 1997. British Airways перевела Лондонские рейсы в Гатвик, которые осуществлялись её дочерней авиакомпанией три раза в день, при этом использовались региональные реактивные самолеты BAe 146 меньшей вместимости. С появлением easyJet открылся ежедневный рейс в Лондон-Лутон в 1996. Стали приходить и другие авиакомпании и открываться новые направления (Белфаст, Бирмингем, Бристоль, Восточный Мидлэндс, Лидс-Брэдфорд, Ливерпуль, Манчестер, Ньюкасл), особенно активно стал аэропорт развиваться после 2003 благодаря маркетинговой работе HIAL и поддержке развития маршрута от шотландских властей. Ежедневные рейсы в Хитроу были возобновлены в 2004 авиакомпанией bmi, однако в марте 2008 эти рейсы были снова прекращены в связи с ростом тарифов в аэропорту Хитроу.
Международные рейсы никогда не пользовались успехом в Инвернессе за исключением недавно открытого рейса в Дублин. Snowflake (перестал функционировать, лоу-кост подразделение SAS) выполняла дважды в неделю рейсы в Стокгольм летом 2004, однако в связи с низким спросом рейс был закрыт. KLM UK выполнял ежедневные рейсы в Амстердам через Эдинбург в 1997, однако и этот рейс просуществовал только несколько месяцев. Scot Airways открыла} рейсы в Амстердам в 2001, однако и этот рейс был закрыт после событий 11 сентября. British Airways проводили эксперимент с субботними рейсами в Берген в Норвегии (через Керкуолл и Самборо) летом 1990, однако эксперимент не принёс положительных результатов и был прекращён.

## Современное положение
Flybe сегодня является крупнейшим перевозчиком в аэропорту Инвернесса. Она обслуживает важный рейс в Лондон-Гатвик с частотой три раза в день, унаследованный от BA Connect, в настоящее время меняет стареющие BAe 146-300 на Embraer 195 на этом маршруте. Авиакомпания также планирует в аэропорту базировать Embraer 145 с мая 2008 для ряда новых маршрутов, которые впоследствии будут заменены на Bombardier Q400.
Аэропорт играет важнейшую роль как крупнейший аэропорт Хайленда, через него проходит большинство маршрутов в другие аэропорты Хайленда и Островов. В 1970-х British Airways для полётов из Ивернесса использовали Viscount, заменив их впоследствии на менее вместительные Hawker Siddley 748. Позднее они были заменены на ATP. British Airways продолжали нести убытки и передали маршруты по франчайзингу авиакомпаниям British Regional Airlines и Loganair. На сегодняшний день все эти рейсы осуществляет Loganair по франчайзингу British Airways. Другим крупным оператором в аэропорту Инвернесса остаётся Highland Airways, которая совершает рейсы в Сторновей и Бенбекьюлу, а также перевозит почту на острова. Связи с центром Великобритании на данный момент нет. Последним назначением в центре Великобритании был Глазго, рейс осуществлялся Loganair. Highland Airways пыталась возобновить этот рейс, но неудачно. Тем не менее, существует рейс два раза в день в Эдинбург.
Терминал аэропорта является ранним примером государственно-частного партнёрства, одобренного британским Правительством. HIAL критиковался за сделку с PFI, которая была заключена в связи со строительством нового терминала в Инвернессе. По договору, подписанному HIAL, за каждого пассажира, вылетающего из аэропорта, PFI будет получать 3,50 ф. ст. В 2006 сделка с PFI была отменена, что обошлось шотландским властям в 27,5 млн ф. ст.

## Планы развития
В 2008 ожидается усиление конкуренции в аэропорту авиакомпаний Flybe с Eastern Airways на 3 из её 4 маршрутах из Инвернесса. Ежедневное рейсы в Бирмингем начнутся в марте. В мае ожидается открытие двух рейсов в день в Манчестер и ежедневных рейсов в Саутгемптон и Эксетер. Eastern Airways уже прекратили рейсы в Бирмингем, уступив это направление Flybe.
British Airways объявили в конце 2007 о прекращении франчайзингового соглашения с Loganair. В начале 2008 Flybe объявила о заключении франчайзингового соглашения с Loganair, в результате чего Loganair будет летать под флагом лоу-кост авиакомпании с 2008 (за исключением рейсом между северными островами). В результате с конца октября 2008 года присутствия British Airways в аэропорту Инвернесса не будет.

## Авиакомпании и назначения

### Регулярные рейсы
- Aer Arann (Дублин)
- British Airways
  - оператор Loganair (Эдинбург, Киркуолл, Сторновэй, Самбург) [до 25 октября]
- Eastern Airways (Лидс-Брэдфорд, Манчестер)
- easyJet (Бристоль, Лондон-Гатвик, Лондон-Лутон)
- Flybe (Белфаст-сити, Бирмингем, Эксетер, Лондон-Гатвик, Манчестер, Саутгемптон)
  - оператор Loganair (Эдинбург, Киркуолл, Сторновэй, Самбург) [с 25 октября]
- Highland Airways (Бенебекула, Сторновэйу)
- Ryanair (Восточный Мидлэндс)

### Чартерные рейсы
- Air Europa (Пальма-де-Майорка, Реус) [с 28 июня]
- Flybe (Джерси) [с 7 июня, до 20 сентября]
- VLM (Джерси) [с 28 июня)

## Транспорт

### Автотранспорт
Аэропорт находится в 14 км к востоку от города Инвернесс, недалеко от трассы A96 Абердин-Инвернесс.
Такси можно заказать в здании терминала.

### Автобус
Между аэропортом, центром Инвернесса и Нарном курсируют автобусы. В Инвернесс автобус отходит каждые полчаса, в Нарн — каждый час. Расписание, маршруты, стоимость проезда: .

### Железнодорожный транспорт
Несмотря на то, что железнодорожная линия проходит недалеко от южного края аэродрома, ближайшие станции расположены в Инвернессе и Нарне.

### Аренда автомобилей
Возможна аренда автомобиля от Avis и Hertz.